# Stanfield (Oregon)
Stanfield (korábban Foster) az Amerikai Egyesült Államok Oregon államának Umatilla megyéjében elhelyezkedő város, a Pendleton–Hermiston mikrostatisztikai körzet része. A 2020. évi népszámláláskor 2144 lakosa volt.

## Története
Névadója John R. Foster, az Allen & Lewis társtulajdonosa. A cég a települést az Echótól északkeletre eső 1600 hektáros területen alapította. Az Oregon Railroad and Navigation Company vasútállomása 1882-ben, a posta 1883-ban nyílt meg.
1909-ben felvette Robert N. Stanfield Jr. szenátor nevét.

## Népesség
| Lakosok száma | 318  | 278  | 204  | 845  | 745  | 891  | 1568 | 1979 | 2043 | 2144 |
|               | 1910 | 1920 | 1930 | 1950 | 1960 | 1970 | 1980 | 2000 | 2010 | 2020 |

## Fordítás
- Ez a szócikk részben vagy egészben  a   Stanfield, Oregon című angol Wikipédia-szócikk ezen változatának fordításán alapul.  Az eredeti cikk szerkesztőit annak laptörténete sorolja fel. Ez a jelzés csupán a megfogalmazás eredetét és a szerzői jogokat jelzi, nem szolgál a cikkben szereplő információk forrásmegjelöléseként.